# چول (اندیمشک)
چول روستایی از توابع بخش الوارگرمسیری شهرستان اندیمشک است ساکنین این روستا هم اکنون چندین خانوار از تیره رضا شعبه فرخی طایفه میرزاوند و  دو سه خانوار از تیره میرمحمدولی طایفه میرعالی می باشند این روستا زمستان هایی سرد و تابستان هایی معتدل دارد. 
آب مورد نیاز مردم این آبادی از رودخانه عبوری از این آبادی که از کوه های اطراف سرچشمه می گیرد تامین می گردد این رودخانه در فصل بهار و زمستان آب عبوری زیادی دارد.
زمین کشاورزی ممشلی(محمدشلی) در مجاورت این رودخانه عبوری در این روستا قرار دارد این زمین متعلق به عبدالحسین میرزاوند فرزند صیدجعفر می باشد زمین ممشلی ۳.۵ هکتار است و خاک زمین خاک کاملا سیاه و بهترین خاک کشاورزی در بین زمین های روستای چل را دارا می باشد موقعیت جغرافیایی زمین نسبت به سایر زمین های آنجا اینکه در کنار رودخانه است و نیز خاک زمین که بهترین نوع خاک در جهان برای کشاورزی می باشد با مساعدت مادی دولت برای لوله گذاری در زمین جهت آبیاری زمین و جمع آوری سنگ های درون زمین با دستگاه لودر و بیل مکانیکی که حدود یک هکتار از فضای زمین را اشغال کردند باعث می شود در سال تا حدود ۲۵ تن محصول گندم از این زمین برداشت شود.

## جمعیت
این روستا در دهستان قیلاب قرار دارد و براساس سرشماری مرکز آمار ایران در سال ۱۳۹۵، جمعیت آن ۳۱ نفر (۸ خانوار) بوده‌است.